# Mariama Ndoye
Pour les articles homonymes, voir Ndoye.
Mariama Ndoye Mbengue (née à Rufisque en 1953) est une femme de lettres sénégalaise.

## Biographie
Mariama Ndoye est née à Rufisque en 1953 d'un père médecin nutritionniste et d'une mère téléphoniste. Mbengue est le nom de son mari.
Elle entreprend des études de lettres qu'elle mène jusqu'au doctorat, avec une thèse consacrée à la littérature orale lébou. Également diplômée de l'École du Louvre, elle est chercheuse à l'Institut fondamental d'Afrique noire (IFAN) et occupe les fonctions de conservateur au Musée d'art africain de Dakar jusqu'en 1986. Elle séjourne ensuite une quinzaine d'années en Côte d'Ivoire. Elle est aujourd'hui installée en Tunisie (2007).
Outre ses romans et ses nouvelles, Mariama Ndoye est l'auteure de quelques titres de littérature d'enfance et de jeunesse, tels que La Légende de Rufisque. Elle-même a trois enfants et plusieurs petits-enfants.

## Œuvres
- De vous à moi, Paris, Présence africaine, 1990, 96 p.  (ISBN 2-7087-0538-5) (nouvelles)
- Sur des chemins pavoisés, Abidjan, CEDA, 1993, 77 p. (ISBN 2-86394-196-8) (roman)
- Parfums d'enfance, Abidjan, Les Nouvelles éditions ivoiriennes, 1995, 128 p.  (ISBN 2-910190-60-9) (nouvelles)
- Soukey, Abidjan, Les Nouvelles Éditions Ivoiriennes, 1999, 200 p.  (ISBN 2-911725-79-4) (roman) Prix Vincent de Paul Nyonda en 2000
- Comme du bon pain, Abidjan, Les Nouvelles Éditions Ivoiriennes, 2001, 190 p.  (ISBN 2-84487-136-4) (roman)